# Laguna de San Pablo
Laguna de San Pablo är en sjö i Ecuador.   Den ligger i provinsen Imbabura, i den centrala delen av landet, 60 km nordost om huvudstaden Quito. Laguna de San Pablo ligger 2 662 meter över havet. Arean är 6,0 kvadratkilometer. I omgivningarna runt Laguna de San Pablo växer i huvudsak städsegrön lövskog. Den sträcker sig 2,7 kilometer i nord-sydlig riktning, och 3,2 kilometer i öst-västlig riktning.